# The DJ 5 – In The Mix
The DJ 5 – In The Mix – piąty album niemieckiego didżeja André Tannebergera z serii The DJ™ – In The Mix. Ukazał się w sprzedaży 1 stycznia 2010 roku. Wydawnictwo zawiera 2 płyty z utworami nowoczesnymi oraz jedną utworzoną w stylu klasycznym, odnoszącym się do początków gatunku.
W Polsce album osiągnął status złotej płyty.

## Lista utworów
CD1
1. Atb - 9 Pm Reloaded (Club Version)
2. Fischerspooner - Supply & Demand
3. Arty - Gentle Touch
4. Alpha 9 – Bliss (Alpha 9 Club Mix)
5. Dash Berlin with Cerf, Mitiska & Jaren - Man on the Run
6. Cor Fijneman Feat. Melissa Mathes - Disappear (Carlos Sun Juan Remix)
7. Jaco - Unreachable
8. Atb Pres. Flanders - Behind (Edx Ibiza Sunrise Remix)
9. Simon Patterson - Different Feeling
10. Estiva - I Feel Fine (Piano Mix)
11. Signalrunners - Meet Me in Montauk
12. Jpl - Waking Up with You
13. DJ Tatana - Somebody (Leventina Remix)
14. Mossy - Come with Me

CD2
1. Atb - Gravity (2010 Atb Club Mix)
2. Kyau & Albert - I Love You (Cosmic Gate Remix)
3. Steve Brian - Starlight
4. Josh Gallahan - Shades of Love
5. Atb - L.A. Nights (Atb`s 2010 Energy Club Mix)
6. Cold Blue - Fever
7. Akesson - Flavour Park
8. Atb & Josh Gallahan - Mythology
9. Jpl - Summer Skin
10. Ferry Tayle & Static Blue - L’acrobat
11. Henrik Christensen - Overseas
12. Oliver Smith - Cirrus
13. Adam Nickey - Callista
14. Ronski Speed - Aural Slave (Thomas Datt Remix)
15. Walsh & Mcauley  - Beyond Belief

CD3 (ATB Classix Mix)
1. Dance2trance - Hello San Francisco
2. Zyon - No Fate (Struggle Continious Mix)
3. Energy 52 – Cafe Del Mar (Three'n'one Remix)
4. Chicane Feat. Moya Brennan - Saltwater
5. Hidden Logic Pres. Luminary - Wasting
6. Breakfast - Dancing in the Moonlight
7. Jam & Spoon - Stella
8. Three Drives - Greece 2000
9. Airwave - When Things Go Wrong
10. Ferry Corsten Pres. Moonman - Galaxia
11. Andain - Beautiful Things (Gabriel & Dresden Unplugged Mix)
12. Moby - Go
13. Cosmic Baby - Liebe